# Spathius olearus
Spathius olearus är en stekelart som beskrevs av Nixon 1943. Spathius olearus ingår i släktet Spathius och familjen bracksteklar. Inga underarter finns listade i Catalogue of Life.